# KYOKO KOIZUMI US SARITE FAN MEETING 〜スナック想い出〜
KYOKO KOIZUMI US SARITE FAN MEETING 〜スナック想い出〜（キョウコ・コイズミ・アスサリテ・ファンミーティング・スナックオモイデ）は、日本の歌手小泉今日子のファンミーティング。このイベントは2025年の夏に開催された。

## 概要
- 旧ファンクラブも含めて、本格的なファンミーティングは初となる。[1]
- 「スナック想い出」とは、小泉の母が過去に営んでいたお店に由来している。
- 事前に参加者からリクエストを募り、その曲を小泉がカラオケで歌う。[2]

## 日程[3]
2025年7月26日から2025年8月23日、全国5都市6公演。会場はすべてZepp。初日のみ昼、夜の2公演。初日の昼公演は追加公演。
| 日付（2025年） | 都道府県 | 会場                 |
| -------------- | -------- | -------------------- |
| 7月26日        | 東京都   | Zepp DiverCity TOKYO |
| 8月10日        | 北海道   | Zepp Sapporo         |
| 8月16日        | 愛知県   | Zepp Nagoya          |
| 8月17日        | 大阪府   | Zepp Osaka Bayside   |
| 8月23日        | 福岡県   | Zepp Fukuoka         |

（出典:
)